# Луба, Альфонс
Альфонс Луба (фр. Alphonse Loubat; 15 июня 1799, Сент-Ливрад-сюр-Ло, — 10 сентября 1866, Виль-д’Аврэ) — французский изобретатель.
С 1827 года Луба жил в США. Он принимал участие в создании сети конки в Нью-Йорке. Нью-йоркская конка, открывшаяся в 1832 году, была первой успешной системой уличного конного трамвая в мире. Однако сначала конка имела большой недостаток — рельсы выступали над уровнем улицы и мешали транспорту. В 1852 году Луба нашёл решение этой проблеме, изобретя рельс с жёлобом, который мог быть утоплен в покрытие мостовой. Без этого изобретения дальнейшее развитие уличного трамвая было бы невозможно.
В 1855 году Луба участвовал в создании конки в Париже — одной из самых первых трамвайных систем в Европе.
Был похоронен в Шавиле, затем перезахоронен на кладбище Пасси.